# FRANCO (гурт)
FRANCO — український рок-гурт, створений музикантом і виконавцем Валентином Федишеном наприкінці 2011 року в Києві. Музика гурту поєднує елементи меланхолійного року, електроніки та експериментального звучання, характеризується емоційним вокалом і абстрактними текстами, що торкаються тем любові, самоідентифікації, відчуження та екзистенційних пошуків.
Склад гурту неодноразово змінювався, що дозволяло експериментувати зі звучанням і додавати нові стилістичні елементи. FRANCO випустили декілька повноформатних альбомів, серед яких «Тунелі» (2017), «Тремор» (2018). Вихід третього альбому «Порізано Бритвою Оккама» запланований на 2025 рік.

## Історія

### 2011: формування і назва
Гурт засновано Валентином Федишеном у грудні 2011 року на одній із репетиційних баз у Києві, поблизу метро «Лісова». Наприкінці січня в ефірі радіошоу «Непробудні» на радіостанції «UA: Радіо Промінь», Валентин зауважив, що назва «FRANCO» була вигадана випадково, як гарне слово і ніякого прихованого змісту не несе.

### 2012—2017: перший склад і альбомТунелі
Перший виступ гурту відбувся 8 березня 2012 у київському клубі «Барви». А перший запис — сингл «Танго», лише на початку 2014 року.
У той час FRANCO відносили себе до стилю інді-рок та використовували класичний склад: гітари, ударні та клавішні. Так тривало до кінця 2015 року, коли Валентин Федишен повністю змінив концепцію гурту і обнулив склад музикантів. Далі це були суто сесійні музиканти та драм-машини. Цей період FRANCO зафільмовано на лайв-виступі у студії SoundPlant у 2016 році.
14 лютого 2017 року, на День закоханих, вийшов дебютний альбом Тунелі, записаний разом із співзасновників київської студії SoundPlant — Антоном Блащуком. Саме з цього релізу почались експерименти гурту з електронним звуком.
Одним з основних моментів став прихід до гурту гітариста  — Єгора Литвиненка. Тепер музикантів стало двоє, а також додались сесійні — ударник та басист. Влітку 2017 Валентин та Єгор узялися за запис нового матеріалу, а восени представили емоційну відео лайв-сесію із 4 пісень на київській студії ШООМ.

### 2018—2021: альбомТремор
2018 рік виявився плідним — гурт виступив на декількох фестивалях, серед яких MRPL City та Woodstock Україна, а у жовтні представили кліп «Тремор» (режисер — Віктор Придувалов), та однойменний альбом у листопаді.
У 2019 році FRANCO відзняли чергову сесію зі студії, де виконали 3 пісні — «Рисові Поля», «Ніч і Вино» та «Твої Правила». Також гурт анонсував виступ на фестивалі БарРокКо'19 у липні та на Khortytsia Freedom у вересні. На 20 березня 2020 року був запланований концерт-презентація нового альбому. Через карантинні заходи в Україні, виступ було скасовано.
4 березня 2021 року гурт представив кліп на сингл «Маша». 14 червня 2021 на музичних стрімінгових сервісах вийшов мініальбом Live 2020, який містив 4 нових треки, записані наживо у грудні 2020 року на київській студії Kaska. 7 серпня гурт виступив на фестивалі MRPL City у Маріуполі.

### 2022—дотепер: зміна складу та майбутній альбом
У травні 2022 року FRANCO випустили мініальбом Додому, а у грудні того ж року — відео з кавер-версією на пісню гурту Воплі Відоплясова «Зоряна Осінь». У пісні вперше для гурту використана бандура, на якій зіграв басист групи — Станіслав Дяченко, а також додаткові вокальні партії виконує ансамбль «Співочі Бабусі» з міста Новодністровськ.
Тривалий час гурт не випускав нових релізів та була відсутня активність в соцмережах. Водночас на фан-каналі YouTube з'явилися кілька студійних записів, які спочатку планувалися для повноформатного альбому, але частина цих треків увійшла до мініальбому Додому (2022). У листопаді 2024-го на Reddit було оприлюднено інформацію про майбутній альбом, що отримав назву Порізано Бритвою Оккама, вихід якого заплановано на 2025 рік. Там же з'явилося відео із записом треку «Довго-довго», що виконувався гуртом на концертах ще з 2019 року.

## Цікаві факти
Станом на 2019 рік гурт має 4 пісні, у назві котрих згадуються алкогольні напої: «Шнапс» (2015), «Спирт» (2016), «Божоле» (2017), «Ніч і вино» (2019).
У радіопередачі «НеПроБудні» (січень, 2019) гітарист гурту на той час, Єгор Литвиненко, повідомив, що гурт не цікавиться українською музикою, та не слухає її.
Автором всіх текстів і музики є Валентин Федишен.
На сьогодні не існує ніяких джерел, де б згадувалась улюблена музика гурту, та з інстаграм-сторінки FRANCO видно, що гурт відвідував концерти таких гуртів, як Radiohead та Massive Attack.
У листопаді 2015 року гурти FRANCO та ДахаБраха потрапили до передачі про нову східноєвропейську музику на манчестерському радіо All.FM.

## Склад гурту

### Основні учасники
- Валентин Федишен — вокал, клавішні, тексти, музика (2011 — до сьогодні)
- Станіслав Дяченко — бас, бандура (2021 — до сьогодні)

### Колишні учасники
- Єгор Литвиненко — гітара, клавішні (2017 — 2021)
- Ілля Сидоренко — гітара (2011 — 2015)
- Варвара Зюзь — бас (2011 — 2015)
- Ігор Труш — барабани (2012 — 2015)
- Ростислав Сьотка — барабани (2011 — 2012, 2016)

### Сесійні музиканти
- Володимир Гусєв — гітара (2016—2017)
- Олександр Селезньов — ударні (2018—2020)
- Антон Блащук — бас (2018—2019)
- Іван Корнієнко — ударні (2019)
- Станіслав Дяченко — бас (2019—2020)

## Дискографія

### Студійні альбоми
- «Тунелі» (2017)
- «Тремор» (2018)
- «Порізано Бритвою Оккама» (2025)

### Мініальбоми
- E.P. 2015 (2015)
- Тунелі (Remix) (2017)
- Live 2020 (2021)
- Додому (2022)

### Сингли
- «Танго» (2014)
- «Регіна» (2015)
- «Спирт» (2016)
- «Птахи» (2016)
- «Голова чи серце» (2016)
- «Ти в мені» (2017)
- «Тремор» (2018)
- «Маша» (2021)

### Демо-альбом
- Mercury (2013)

## Відеографія
| Рік  | Назва пісні | Режисер(и)                 | Альбом         |
| ---- | ----------- | -------------------------- | -------------- |
| 2015 | «Регіна»    | FRANCO, Макс Товстий       | Регіна (сингл) |
| 2018 | «Тремор»    | Віктор Придувалов          | Тремор         |
| 2021 | «Маша»      | Ігор Недоборовський        | Маша (сингл)   |
| 2022 | «Додому»    | Олексій Рудюк, Olga Wilson | Додому (EP)    |